# Wavignies
Wavignies ist eine französische Gemeinde mit 1.347 Einwohnern (Stand: 1. Januar 2022) im Département Oise in der Region Hauts-de-France (vor 2016: Picardie). Sie gehört zum Arrondissement Clermont, zum Kanton Saint-Just-en-Chaussée und zum Gemeindeverband Plateau Picard. Die Einwohner werden Wavignisiens genannt.

## Geographie
Die Gemeinde Wavignies liegt etwa 24 Kilometer nordöstlich von Beauvais. Umgeben wird Wavignies von den Nachbargemeinden Campremy im Nordwesten und Norden, Ansauvillers im Nordosten und Osten, Catillon-Fumechon im Osten und Süden, Bucamps im Südwesten sowie Thieux im Westen.

## Bevölkerungsentwicklung
| Jahr                       | 1962 | 1968 | 1975 | 1982 | 1990 | 1999 | 2006 | 2013 | 2021 |
| -------------------------- | ---- | ---- | ---- | ---- | ---- | ---- | ---- | ---- | ---- |
| Einwohner                  | 680  | 705  | 711  | 631  | 818  | 981  | 1063 | 1205 | 1330 |
| Quellen: Cassini und INSEE |      |      |      |      |      |      |      |      |      |

## Sehenswürdigkeiten
- Kirche Saint-Simon-Saint-Jude, ursprünglich aus dem 16. Jahrhundert

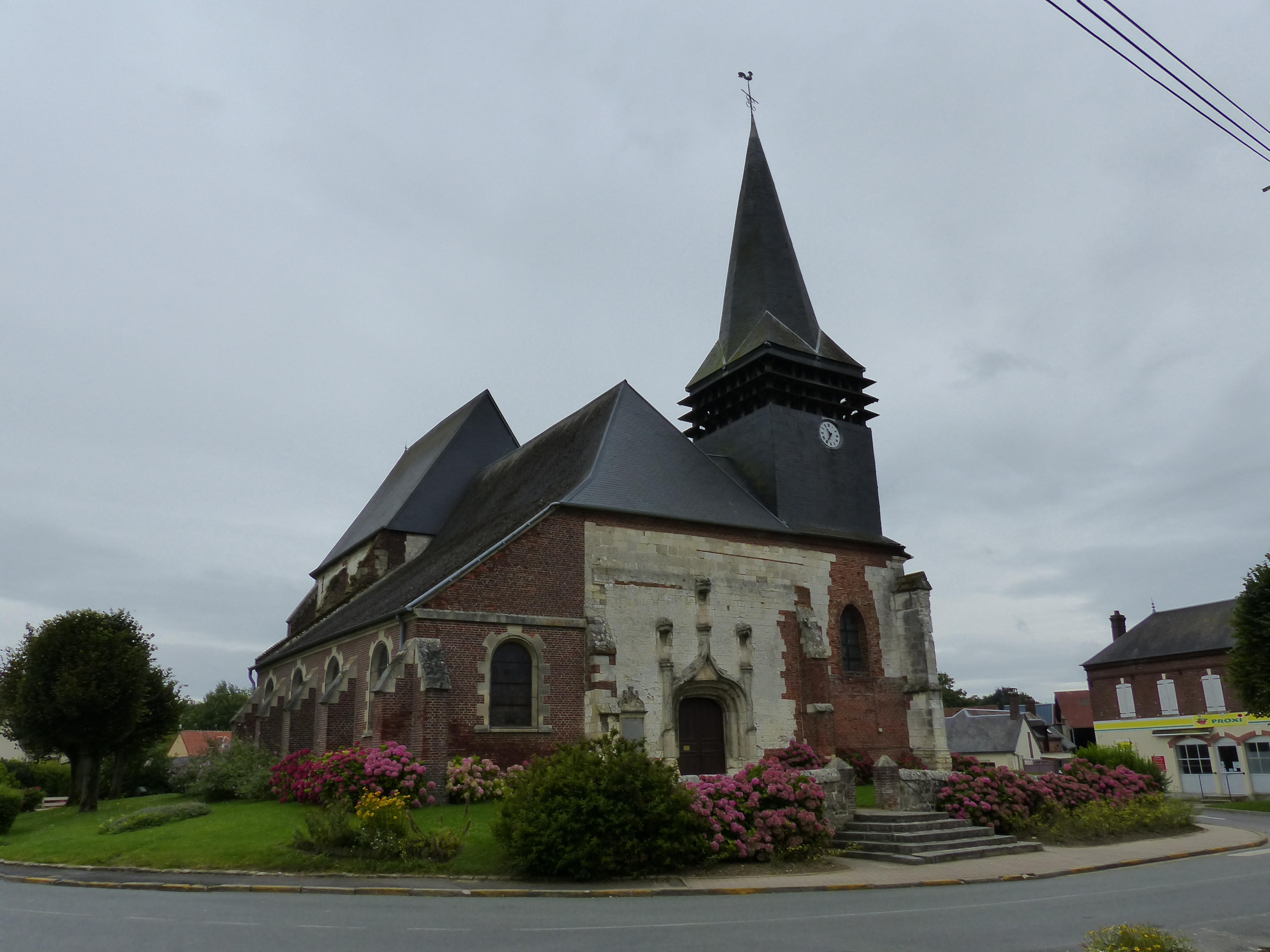
Kirche Saint-Simon-Saint-Jude